# Gonomyia machaeria
Gonomyia machaeria är en tvåvingeart som beskrevs av Alexander 1921. Gonomyia machaeria ingår i släktet Gonomyia och familjen småharkrankar.
Artens utbredningsområde är Peru. Inga underarter finns listade i Catalogue of Life.